# 1780 au Québec
Cet article traite des événements survenus en 1780 au Québec. 

## Événements

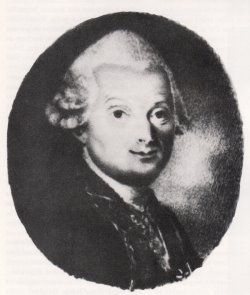
Charles-Henri-Louis d'Arsac de Ternay

- 27 septembre : Pierre du Calvet est arrêté par les autorités britanniques. Il réclame en vain un procès équitable.
- 20 octobre : Passage du grand ouragan au large de Terre-Neuve.

## Naissances
- 2 mars : James Stuart, homme politique.
- 24 juillet : Joseph-Jacques Robert, patriote.
- 2 août : Marie-Anne Gaboury, grand-mère de Louis Riel.
- 1er décembre : Edward Bowen, avocat, juge et homme politique.
- 14 décembre : Jean Archambault  (agriculteur et homme politique) (décédé vers 1831 au Québec)

## Décès
- 19 décembre : Charles-Henri-Louis d'Arsac de Ternay, militaire français.